# Monasterio de San Francisco de Cuburien
El monasterio de Saint-François (San Francisco) de Cuburien o Convento de Cuburien está ubicado sobre el territorio de la comuna de San Martín-des-Champs, en Finisterre, Francia, en la orilla del Río de Morlaix.

## La fundación y los inicios
Situado en la orilla izquierda del Río de Morlaix, a unos 2 Km de la ciudad de Morlaix, este convento fue fundado por Alano IX de Rohan (1382-1482), vizconde de Léon y de Rohan, en 1458, en el emplazamiento del antiguo castillo de Cuburien, que había pertenecido en 1301 a Hervé V de Léon y a Alano IX de Rohan en 1445, fue incendiado por el duque Juan V. El convento estaba en posesión de los Cordeliers, los primeros que llegaron de la Isla Virgen (en la actual comuna de Plouguerneau), « ce lieu estant devenu inhabitable à cause de sa stérilité et du peu de moyen qu'il y avoit de l'avictuailler de la grande terre » (al haberse hecho ese lugar inhabitable a causa de su esterilidad y de los escasos medios que había para avituallarlo de gran tierra). La construcción de las edificaciones ha sido estudiada por Louis Chauris.
En 1522, cuando los ingleses toman por sorpresa Morlaix, los árboles del bosque de Cuburien son derribados y lanzados al Río de Morlaix para bloquear los barcos ingleses que regresan de esta ciudad cargados con el botín. Es probablemente entonces cuando se incendia el convento, lo que explica la reconstrucción de la iglesia conventual entre 1527 y 1530.
El 27 de diciembre de 1535, un barco lleno de pasajeros naufragó en el Río de Morlaix, delante de Cuburien, y casi todos los pasajeros (101 personas) perecieron. 

Cuburien était le plus beau des couvents que possédassent en Bretagne les Cordeliers, et les supérieurs provinciaux y résidaient généralement. L'église est dans le style ogival du XVe siècle ; c'est toujours celle de la première fondation. Ses vitraux furent réalisés par Allain Cap. Cuburien avait une bibliothèque renommée, et le père Christophe de Penfeuntenio (Christophe de Cheffontaines), avait obtenu du roi, en 1563, l'autorisation d'y joindre une imprimerie. Il écrivit divers ouvrages dont Réponse familière à une Épître, écrite contre le libéral arbitre et les mérites des bonnes œuvres. Il fut plus tard général de son ordre monastique, les Frères mineurs récollets (élu à Rome en 1571, il occupa cette fonction jusqu'à 1579, date à laquelle il fut nommé archevêque in partibus de Césarée, mais exerça son ministère comme coadjuteur de l'archevêque de Sens, le cardinal Nicolas de Pellevé).

―Cuburien era el convento más bello que los Cordeliers poseían en Bretaña, y los superiores provinciales, generalmente, residían allí. La iglesia es de estilo ojival del siglo XV, sigue siendo la misma desde que se fundó. Sus vidrieras fueron realizadas por Allain Cap. Cuburien tenía una célebre biblioteca, y el padre Christophe de Penfeuntenio (Christophe de Cheffontaines) había obtenido del rey, en 1563, la autorización de añadirle una imprenta. Escribió diversas obras, entre las que se encuentra Réponse familière à une Épître, écrite contre le libéral arbitre et les mérites des bonnes œuvres . Más tarde fue general de su orden monástica, los Hermanos menores recoletos (elegido en Roma en 1571, ocupó esta función hasta 1579, fecha en la que fue nombrado arzobispo in partibus de Cesarea, pero ejerció su ministerio como coadjutor del arzobispo de Sens, el cardenal Nicolas de Pellevé)―

En 1611, un texto escrito por un fraile de Cuburien alude a las vejaciones cometidas contra el convento por los herederos de Rohan y los castellanos de Lannuguy (un castillo vecino del de Cuburien), que se habían convertido al protestantismo. El propio autor refiere así que los habitantes de Morlaix, también convertidos en hugonotes "soñaban también con apropiarse de Cuburien".
La reforma llamada "de los Recoletos" se introdujo en el convento en 1621 y 1622, los Recoletos reemplazaron a los Cordeliers en el monasterio. Trataron a los morlasianos durante las epidemias de peste de 1626 y 1640, y disponían de una biblioteca de renombre. Albert Le Grand, el célebre hagiógrafo autor de La vie des saints de la Bretagne Armorique , fue monje del convento de Cuburien.
Las monjas de la congregación de las Hospitalarias de la Misericordia de Jesús mantuvieron, a partir del siglo XVII, un hospicio llamado "Notre-Dame-de-la-Victoire de Cuburien".
Françoise de Quisidic, hija de Jacques de Quisidic, señor de Kervilsic, en Garlan, perteneciente a la diócesis de Tréguier, nacida en 1577, conversa por un sermón de Mikael an Nobletz tras haber pasado parte de su vida en Saint-Michel-en-Grève, donde presenció dos apariciones de la Virgen María, en 1657 y en julio de 1659, murió el 29 de octubre de 1659 cerca del convento de Cuburien, probablemente en este hospicio.
En la segunda mitad de, siglo XVIII, el monasterio entra en decadencia, al entregarse algunos frailes a "desenfrenos báquicos que degradan incluso a la humanidad" y "libertinajes escandalosos en el exterior".

## Una de las primeras imprentas bretonas

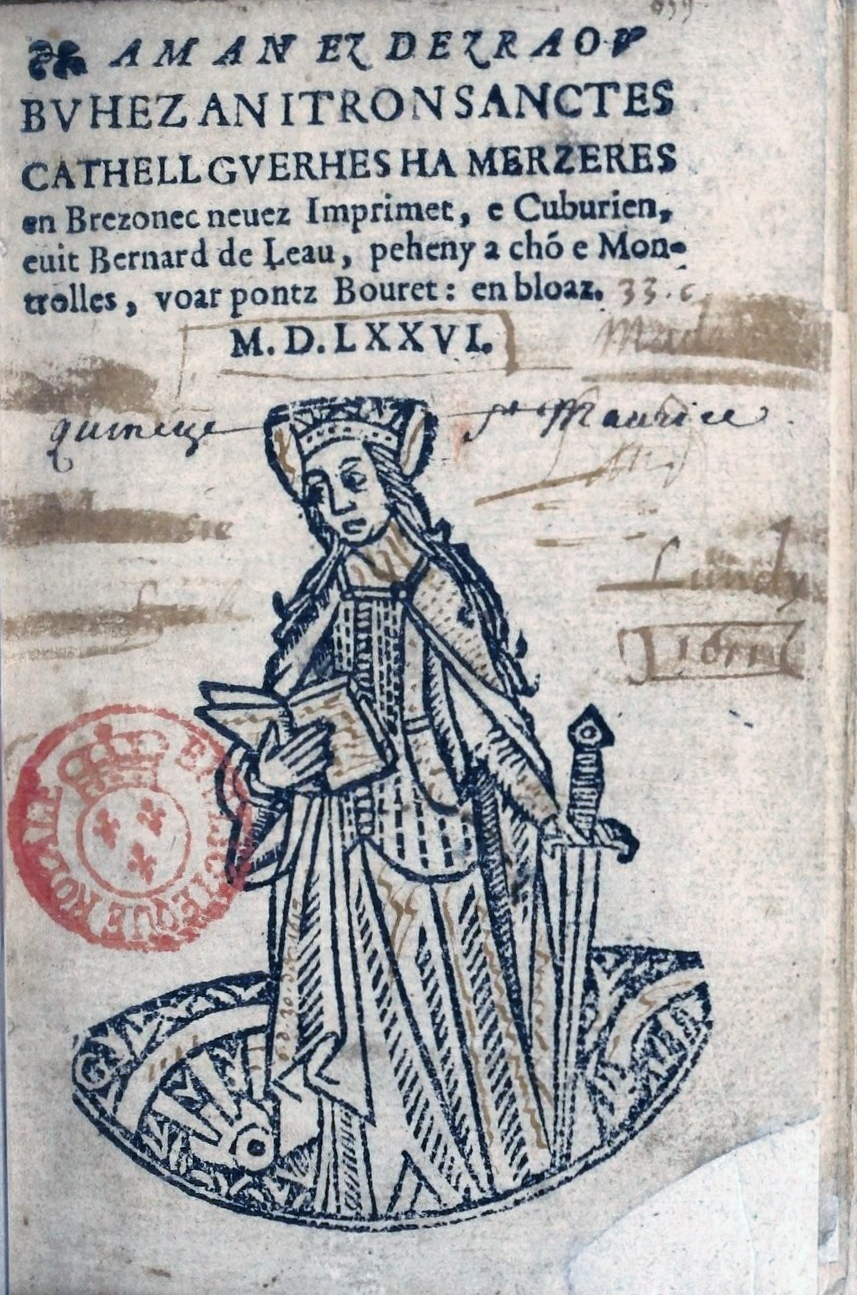
Libro en bretón impreso en 1576, en el monasterio de Cuburien

A partir de 1570, existe en el monasterio una imprenta, que fue una de las primeras imprentas bretonas, cuya creación fue autorizada por el rey Luis XIV en 1653, y continúa funcionando hasta 1595, fecha de la muerte de Christophe de Penfeuntenio. Los libros se imprimían en "bretón medio" (lengua bretona de la época), al participar los religiosos de Cuburien de un movimiento de defensa de la lengua bretona, como reacción contra los esfuerzos de los monjes de origen galo por imponer la lengua francesa.
Las principales obras que se imprimieron allí son:
- Christophe de Penfeuntenio ("Cheffontaines" en francés): Les quatre fins de L'homme [nota 4] (en versos bretones); esto fue el primer libro imprimido en el monasterio.[19]
- Jean L'Archer:[20] Le miroir de la mort [nota 5] (1575);
- Vie de saint Efflam [nota 6], imprimido en 1575;[21]
- Vie de sainte Catherine [nota 7], imprimido en 1576;[22]
- Vie de saint François [nota 8].

## La Revolución francesa y elsigloXIX
El convento fue declarado bien nacional en 1792, y los mojes expulsados. El monasterio se transformó en taller para fabricar salitre, luego para trabajar con plomo, y finalmente madera para la marina. El convento estaba muy deteriorado cuando lo recuperaron, hacia 1834, las hermanas canonesas hospitalarias llegadas de Quimper, que reedificaron la iglesia, de estilo flamígero, y conservaron las vidrieras. La vidriera principal actual reúne fragmentos de vitrales de facturas y épocas diferentes, en los que se distingue una Resurrección, el martirio de San Esteban y varias escenas de la vida de la Virgen, de la de San Francisco y algunos emblemas coloreados.
A estas restauraciones, las mismas monjas han añadido una enfermería, donde tratan a mujeres enfermas y ancianas. Estas monjas crearon también un internado para niñas y una residencia de ancianos (hospicio). Las instalaciones se conocen desde entonces con el nombre de "Monasterio de Nuestra Señora de la Victoria".
En 1899, los edificios pertenecientes a las monjas hospitalarias de Cuburien fueron embargados por el fisco.